# Blepisanis lineata
Blepisanis lineata är en skalbaggsart som beskrevs av Aurivillius 1913. Blepisanis lineata ingår i släktet Blepisanis och familjen långhorningar.
Artens utbredningsområde är Angola. Inga underarter finns listade.